# Les Diables de Loudun (opéra)
Pour l’article homonyme, voir Les Diables de Loudun.

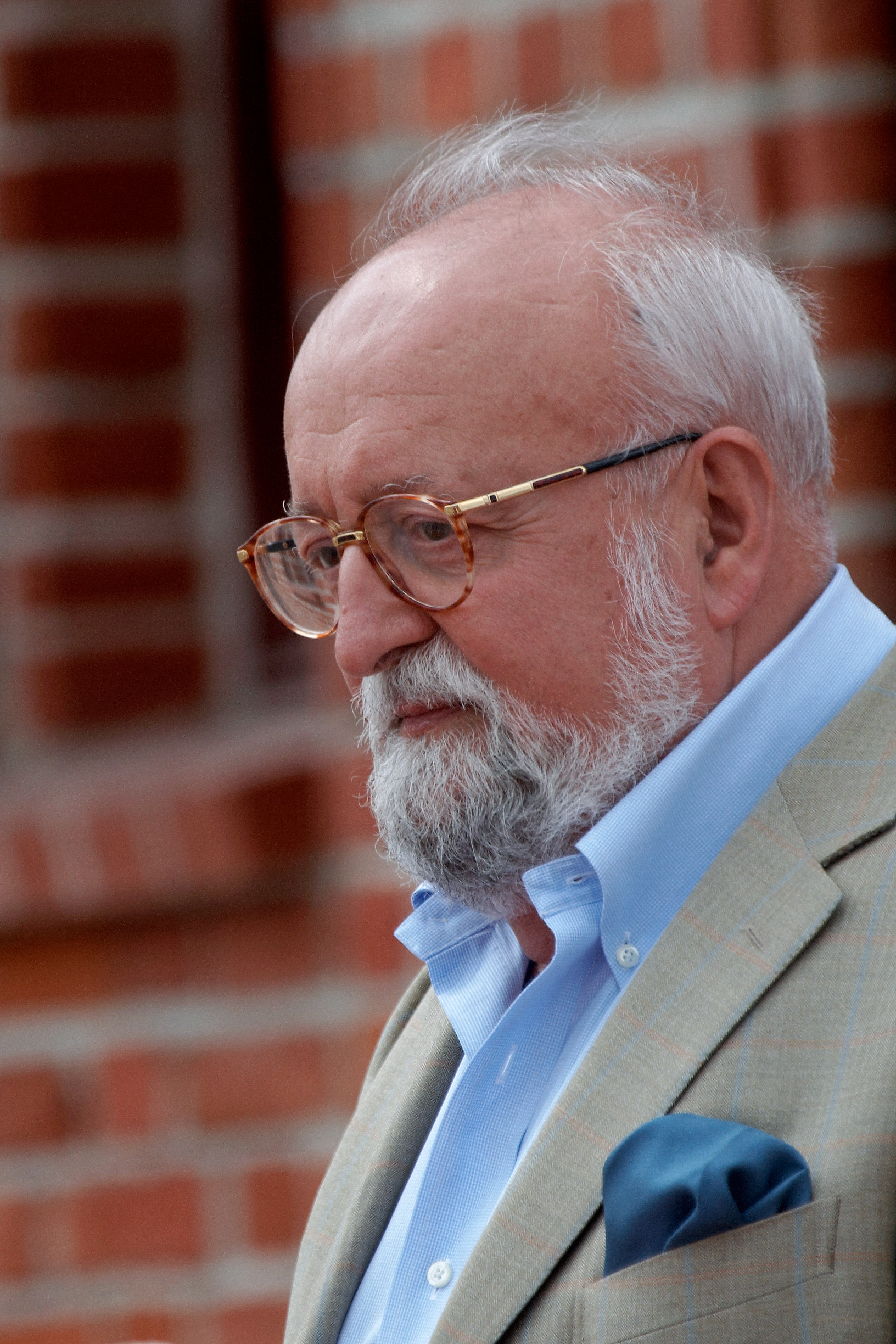
Krzysztof Penderecki

Les Diables de Loudun (Die Teufel von Loudun) est un opéra en trois actes de Krzysztof Penderecki sur un livret en allemand du compositeur d'après un drame de John Whiting, créé en 1969 à Hambourg. L'histoire est inspirée de l'affaire des démons de Loudun.

## Historique

### Genèse
Pour son premier opéra, Krzysztof Penderecki s'inspire de l'adaptation théâtrale que John Whiting a tiré en 1960 du roman d'Aldous Huxley The Devils of Loudun de 1952. Les Diables de Loudun est une commande de Rolf Liebermann alors à la tête du Staatsoper de Hambourg. La partition est composée durant l'année les années 1967 et 1968, soit deux après celle de la Passion selon Saint Luc, qui en reprend certains procédés stylistiques.

### Création
L'ouvrage est créé le 20 juin 1969 au Staatsoper de Hambourg. La direction est assurée par Henrik Czyz, la mise en scène est de Konrad Swinarski, les décors de Lidia et Jerzy Skarzynski, Rolf Liebermann et Krzysztof Penderecki assurent eux la supervision artistique. La soprano américaine Tatiana Troyanos y chante le rôle de Jeanne.

### Postérité
L'ouvrage a été révisé en 1972 puis en 1975, où le compositeur a ajouté deux nouvelles scènes au deuxième acte, cette dernière version étant la plus couramment jouée. La création française a eu lieu le 4 février 1972 à l'Opéra de Marseille, dans une adaptation en français d'Antoine Goléa, avec Hélia T'Hézan, Andrée Esposito, Julien Haas, Gérard Serkoyan, Louis Rialland, Marcel Huylbrock, Jacques Doucet et Jean-Pierre Hurteau sous la direction de Reynald Giovaninetti, mise en scène de Margarita Wallmann et décors de Bernard Daydé.

## Description
L'opéra est distribué en trois actes et trente scènes.

### Rôles et distribution
| Rôle                                                   | Typologie vocale   | Créateurs Hambourg, 20 juin 1969 |
| ------------------------------------------------------ | ------------------ | -------------------------------- |
| Jeanne, supérieure du couvent de Saint-Ursule          | soprano            | Tatiana Troyanos                 |
| Claire, sœur des Ursulines                             | mezzo-soprano      | Cvetka Ahlin                     |
| Gabrielle, sœur des Ursulines                          | soprano            | Helga Thieme                     |
| Louise, sœur des Ursulines                             | soprano            | Ursula Boese                     |
| Philippe, jeune fille                                  | soprano lyrique    | Ingeborg Krüger                  |
| Ninon, jeune veuve                                     | contralto          | Elisabeth Steiner                |
| Grandier, vicaire de l'église St. Pierre               | baryton            | Andrzej Hiolski                  |
| Le père Barré, vicaire de Chinon                       | basse              | Bernard Ładysz                   |
| de Laubardemont, légat du roi                          | ténor              | Helmuth Melchert                 |
| Le père Rangier                                        | basse              | Hans Sotin                       |
| Le père Mignon, confesseur des Ursulines               | ténor              | Horst Wilhelm                    |
| Adam, un pharmacien                                    | ténor              | Kurt Marschner                   |
| Mannoury, un chirurgien                                | baryton            | Heinz Blankenburg                |
| Le prince Henri de Condé, ambassadeur du Roi           | baryton            | William Workman                  |
| Le père Ambrose, un vieux prêtre                       | basse              | Ernst Wiemann                    |
| Asmodeus                                               | basse              | Arnold Van Mill                  |
| Bontemps, un geolier                                   | baryton-basse      | Carl Schulz                      |
| d’Armagnac, maire de Loudun                            | rôle parlé         | Joachim Hess                     |
| de Cerisay, juge de ville                              | rôle parlé         | Rolf Mamero                      |
| Le clerc du comte                                      | rôle parlé         | Franz-Rudolf Eckhardt            |
| Nonnes, carmélites, foule, enfants, gardes, et soldats |                    |                                  |
| Direction musicale                                     | Direction musicale | Henryk Czyż                      |

### Résumé
L'action qui se situe en 1634 relate les accusations de sorcellerie portées contre Urbain Grandier curé de Loudun. Le contexte historique est la décision de Richelieu d'abattre les murs de la ville contre la volonté du pouvoir municipal.
Jeanne la prieure des Ursulines s'éprend d'Urbain Grandier et sa passion amoureuse se transmet à toutes les nonnes.
Le père Barré tente d'exorciser Jeanne. Grandier est accusé d'envoûtement, supplicié puis conduit au bûcher. Jeanne expie par la prière.

## Vidéographie
- Die Teufel von Loudun, Tatiana Troyanos (Jeanne), Cvetka Ahlin (sœur Claire), Ursula Boese (sœur Louise), Helga Thieme (sœur Gabrielle), Andrzej Hiolski (Urbain Grandier), chœur de l’Opéra d’État de Hambourg, Orchestre philharmonique d’État de Hambourg, Marek Janowski (dir.), Konrad Swinarski (mise en scène), Joachim Hess (réalisation) – DVD Arthaus Musik 101 279
Production originale filmée quelques mois après la création avec la même distribution mais un chef différent.

## Discographie
Lors de la création mondiale en 1969, un enregistrement sonore a également été effectué avec la même distribution sous la direction de Marek Janowski, publié en 1970 par Philips (2 LP 6700 042) et réédité en 1995 par Philips Classics (2 CD 446 328-2).